# Erika Mitterer
Pour les articles homonymes, voir Mitterer.
Erika Mitterer, née à Vienne (Autriche) le 30 mars 1906 et morte dans cette ville le 14 octobre 2001, est une écrivaine, poétesse et dramaturge autrichienne.
D'un style épique, elle a tenu des tribunes libres dédiées aux développements sociaux, sociétaux et politiques de son époque. Représentante importante de la littérature de l'émigration intérieure, elle est l'un des premiers écrivains autrichiens du Vergangenheitsbewältigung (action de surmonter le passé).

## Récompenses et distinctions
- 1948 : Prix de la Ville de Vienne de littérature